# Tussaaq
Tussaaq (zastarale Tugsâq) je zaniklá osada v kraji Avannaata v Grónsku. Nachází se na stejnojmenném ostrově v Upernavickém souostroví. Při největším rozkvětu v roce 1985 žilo v Tussaaqu 71 obyvatel. Zanikl v roce 2009, když se poslední obyvatel, který tu žil sám 11 let od roku 1998, odstěhoval. Ruiny osady jsou stále ještě zachovalé.[zdroj⁠?!]